# Roberto Vidal Bolaño
Roberto Vidal Bolaño (Santiago de Compostel·la, 1950-2002) és un autor, actor i director teatral gallec.
Inspira les seves primeres obres en les formes populars, com és el cas de Ladaíñas pola morte do Meco (1976), que escenifica una revolta popular contra el poder arbitrari. Després opta pel realisme amb obres en les quals mostra el seu pessimisme respecte a la condició humana i presenta personatges perdedors, com en les titulades Días sen gloria (1992) i Rastros (1998).